# Grand Ethiopian Renaissance Dam
La Grand Ethiopian Renaissance Dam (GERD o TaIHiGe; amarico ታላቁ የኢትዮጵያ ሕዳሴ ግድብ, romanizzato Tālāqu ye-Ītyōppyā Hidāsē Gidib), precedentemente nota come Grande Diga del Millennio e talvolta denominata Diga di Hidase (Amarico ሕዳሴ ግድብ romanizzato Hidāsē Gidib), è una diga a gravità sul fiume Nilo azzurro in Etiopia che è in costruzione dal 2011. Si trova nella regione di Benishangul-Gumuz in Etiopia, circa 15 km ad est del confine con il Sudan. Con una potenza installata di 6.45 gigawatt, la diga, una volta completata, sarà la più grande centrale idroelettrica in Africa, nonché la settima al mondo per grandezza. Nel febbraio 2021, il ministro etiope dell'acqua e dell'irrigazione, Selchi Bakli, ha affermato che i lavori di ingegneria per la costruzione della diga hanno raggiunto il 91%, mentre il tasso di costruzione totale era del 78,3%. Una volta terminato, il bacino potrebbe impiegare da 5 a 15 anni per riempirsi d'acqua, a seconda delle condizioni idrologiche durante il periodo di riempimento e degli accordi raggiunti tra Etiopia, Sudan ed Egitto.

## Contesto
Il possibile sito della Grande Diga del Rinascimento Etiope fu identificato dall'Ufficio di bonifica degli Stati Uniti nel corso del sondaggio sul Nilo azzurro, condotto tra il 1956 e il 1964 durante l'amministrazione di Aklilu Habtewold. A causa del colpo di stato del 1974, tuttavia, il progetto non riuscì a progredire. Il governo etiope ha esaminato il sito nell'ottobre 2009 e nell'agosto 2010. Nel novembre 2010, James Kelston ha presentato un progetto per la diga.
Il 31 marzo 2011, un giorno dopo che il progetto è stato reso pubblico, un contratto da 4,8 miliardi di dollari è stato aggiudicato senza offerte competitive al gruppo multinazionale italiano Webuild (ex Salini Impregilo) e la prima pietra della diga è stata posata il 2 aprile 2011 dall'allora Primo Ministro Meles Zenawi. Fu costruito un impianto di frantumazione di pietre, insieme ad una piccola pista d'atterraggio per il trasporto veloce. L'aspettativa era che le prime due turbine di generazione di energia diventassero operative dopo 44 mesi di costruzione.
L'Egitto, situato a oltre 2500 chilometri a valle del sito, si oppone alla diga, poiché ritiene che ridurrà la quantità di acqua disponibile dal Nilo. Zenawi ha sostenuto, sulla base di uno studio senza nome, che la diga non ridurrebbe la disponibilità di acqua a valle e regolerebbe anche l'acqua per l'irrigazione. Nel maggio 2011, è stato annunciato che l'Etiopia avrebbe condiviso i progetti per la diga con l'Egitto in modo da poterne esaminare l'impatto a valle.
La diga era originariamente chiamata "Progetto X" e, dopo che il suo contratto fu annunciato, fu chiamata Millennium Dam. Il 15 aprile 2011, il Consiglio dei ministri l'ha ribattezzata Grand Ethiopian Renaissance Dam. L'Etiopia ha un potenziale di circa 45 GW di energia idroelettrica. La diga è finanziata da titoli di Stato e donazioni private. Ne è stato originariamente programmato il completamento nel luglio 2017.
I potenziali impatti della diga sono stati la fonte di gravi controversie regionali. Il governo egiziano, un paese che fa molto affidamento sulle acque del Nilo, ha chiesto che l'Etiopia cessi la costruzione della diga come condizione preliminare ai negoziati, ha quindi cercato sostegno regionale per la sua posizione e alcuni leader politici hanno discusso dei metodi per sabotarla. L'Egitto ha pianificato un'iniziativa diplomatica per minare il sostegno alla diga nella regione e in altri paesi favorevoli al progetto come la Cina e l'Italia. Tuttavia, altre nazioni nell'iniziativa del bacino del Nilo hanno espresso il proprio sostegno alla diga, incluso il Sudan, l'unica altra nazione a valle del Nilo Azzurro. Il Sudan ha accusato l'Egitto di aver infiammato la situazione.
L'Etiopia nega che la diga avrà un impatto negativo sui flussi d'acqua a valle e sostiene che, di fatto, la diga aumenterà i flussi d'acqua verso l'Egitto riducendo l'evaporazione sul lago Nasser. L'Etiopia ha accusato l'Egitto di essere irragionevole; l'Egitto ha quindi chiesto di aumentare la sua quota di flusso d'acqua del Nilo dal 66% al 90%. Nell'ottobre 2019, l'Egitto ha dichiarato che i colloqui con il Sudan e l'Etiopia sull'operazione di una diga idroelettrica da 4 miliardi di dollari che l'Etiopia sta costruendo sul Nilo hanno raggiunto un punto morto. A partire da novembre 2017, il segretario al Tesoro americano Steven T. Mnuchin ha iniziato a facilitare i negoziati tra i tre paesi.

## Costi e finanziamenti
Il governo etiope ha dichiarato che intende finanziare da solo l'intero costo della diga al fine di evitare di fare affidamento su paesi stranieri che potrebbero essere messi sotto pressione dall'Egitto per ritirare il loro sostegno. A tal fine, l'Etiopia ha emesso un'obbligazione contro gli etiopi nel paese e all'estero. Secondo quanto riferito, le turbine e le apparecchiature elettriche associate delle centrali idroelettriche che costano circa 1,8 miliardi di dollari USA sono finanziate da banche cinesi. Ciò consentirebbe a 3 miliardi di dollari di essere finanziati dal governo etiope con altri mezzi. Il costo di costruzione stimato di 4,8 miliardi di dollari, apparentemente escluso il costo delle linee di trasmissione di energia, corrispondente a poco meno dell'equivalente di 6,5 miliardi di Dollari che l'Etiopia ricava dalla tassazione annualmente e corrisponde a circa il 5% del prodotto interno lordo dell'Etiopia di 87 miliardi di dollari nel 2017.

## Progetto

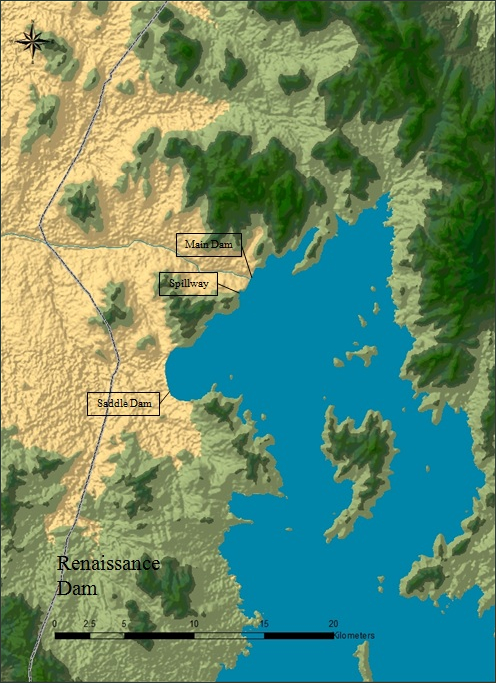
Diga del Rinascimento e strutture associate

Il progetto è cambiato più volte tra il 2011 e il 2017. Ciò ha influenzato sia i parametri elettrici sia i parametri di conservazione.
Inizialmente (nel 2011) la centrale idroelettrica avrebbe dovuto esser dotata di 15 unità di generazione, ciascuna da 350 MW nominali, per una potenza totale di 5.250 MW e la relativa produzione annua prevista in 15.128 GWh all'anno. In seguito, grazie all'aggiunta d'un ulteriore turbina e delle strutture connesse, la potenza è stata aumentata a 6.000 MW, con una produzione annua prevista in 15.692 GWh. Nel 2017 poi, il progetto fu nuovamente modificato aggiornando 14 delle 16 unità generatrici previste da 375 MW portandole a 400 MW (senza modificarne la potenza nominale) per aggiungere altri 450 MW, portando la produzione elettrica a 16.153 GWh annui.
Oltre ai valori di potenza elettrica, nel tempo sono cambiati anche i parametri di capienza dell'invaso. In origine (nel 2011) la diga avrebbe dovuto esser alta 145 ed un volume strutturale di calcestruzzo di 10,1 milioni di m3. S'era valutato che l'invaso avrebbe contenuto un volume di 66 km3 sotto una superficie di 1.680 km2 a livello di offerta completa. La diga secondaria in roccia accanto alla diga principale avrebbe dovuto avere un'altezza 45 m, una lunghezza di 4.800 m ed un volume di roccia di 15 milioni di m3.
Nel 2013 un gruppo di esperti indipendenti (IPoE, 'Independent Panel of Experts') valutò la diga e i suoi parametri tecnologici. In quell'occasione si considerarono già le dimensioni e le caratteristiche del bacino definitive: la superficie del lago artificiale salita a 1.874 km2 (più 194 km2) ed il suo volume a 74 km3 (più 7 km3), valori immutati dal 2013.
Infatti, a seguito alle raccomandazioni formulate dal IPoE nel 2013, i parametri della diga furono modificati per tenere conto dei volumi di flusso più elevati in caso di alluvioni estreme: l'altezza della diga principale fu portata a 155 m (più 10 metri), la lunghezza a 1.790 m ed il volume strutturale della diga principale a 10,2 milioni di m3 (più 0,1 milioni di m3). I parametri in uscita non cambiarono ma fu sollevata la cresta della diga principale e l'altezza della diga secondaria fu portata a 50 m (più 5 m) con una lunghezza di 5200 m (più 400 m) ed il volume strutturale di roccia della diga a 16,5 milioni di m3 (più 1,5 milioni di m3).
I parametri di progettazione ad agosto 2017, date le modifiche come sopra indicati, sono quindi i seguenti:

### Due dighe
Il livello zero della diga principale (il livello del suolo) sarà ad un'altezza di quasi esattamente 500 m sul livello del mare, corrispondente approssimativamente al livello del letto del fiume Nilo azzurro. Partendo dal livello del suolo, la principale diga a gravità sarà alta 155 m, lunga 1.790 m e composta da calcestruzzo compattato a rulli. La sommità della diga avrà un'altezza di 655 m sul livello del mare. Gli sbocchi delle due centrali elettriche sono al di sotto del livello del suolo; il battente idraulico della diga (da cui la pressione alle turbine) sarà quindi leggermente superiore a quella dell'altezza data della diga. In alcune pubblicazioni, la ditta costruttrice ne riporta il valore di 170 m, il che potrebbe spiegare la profondità aggiuntiva della diga sotto il livello del suolo e corrisponderebbe a 15 m di scavi dal basamento prima di erigere la diga. Il volume strutturale di calcestruzzo rullato della diga principale, che sorgerà a 15 km dal confine con il Sudan, sarà di 10,2 km3.
A supporto della diga principale ci sarà una diga secondaria con riempimento strutturale in roccia, lunga 5,2 km ed alta 50 m. Il livello del suolo di tale diga è ad un'altezza di circa 600 m sul livello del mare. La sua superficie ha una rivestimento bituminoso per mantenerne asciutto l'interno. La diga si troverà a solo 3,3 - 3,5 km dal confine con il Sudan, molto più vicino al confine rispetto alla diga principale.
Il bacino contenuto da entrambe le dighe avrà una capienza di 74 km3 e una superficie di 1.874 km2 a livello di riempimento totale (640 m sul livello del mare). Il livello di offerta completo è quindi di 140 m sopra il livello della diga principale. La generazione di energia idroelettrica può avvenire tra i livelli del bacino di 590 m, il cosiddetto livello operativo minimo, e 640 m ossia il livello di fornitura completo. Il volume di capacità reale, utilizzabile per la generazione di energia tra i due livelli, ammonta quindi a 59,2 km3. I primi 90 m di altezza della diga saranno un'altezza morta per il bacino, portando a un volume di stoccaggio morto del bacino di 14,8 km3.

### Tre canali di scarico
Le dighe avranno tre canali di scarico, utilizzando circa 18.000 metri cubi di calcestruzzo. Questi canali sono progettati per sostenere insieme un flusso di piena da 38.500 m3/s, un evento in sé che non si considera affatto plausibile, poiché questo volume di scarico è il cosiddetto valore di "probabile alluvione massima". Tutte le acque dei tre canali di scarico sono progettate per scaricare direttamente nel Nilo Azzurro prima che il fiume entri nel territorio sudanese.
Il canale di scarico principale si trova a sinistra della diga principale e sarà regolato da sei paratie. Il valore di scarico per cui è progettato ammonta a 14.700 m3/s. Il canale di scarico sarà largo 84 m presso le porte di deflusso. Il livello base dello scarico si troverà a 624,9 m, ben al di sotto dell'intero livello di approvvigionamento.
Il canale di scarico ausiliario (non dotato di paratie di controllo) si trova al centro della diga principale con una larghezza aperta di circa 205 m. Il suo livello di base è posto a 640 m, che è esattamente l'intero livello di fornitura del bacino. La cresta della diga è di 15 m più in alto a sinistra e a destra del canale di scarico. Si prevede di utilizzare questo canale di scarico aperto solo a bacino pieno e con flusso superiore a 14.700 m3/s, un valore di flusso che dovrebbe essere superato una volta ogni dieci anni.
Un terzo canale di scarico, puramente emergenziale, si trova a destra della diga secondaria, con un livello di base a 642 m. Il suo spazio aperto è di circa 1200 m lungo il suo bordo. Questo terzo canale di scarico trasporterà acqua solo al raggiungimento di particolari condizioni per un'inondazione (oltre 30.000 m3/s), corrispondenti a un'inondazione che si dovrebbe verificare solo una volta ogni 10.000 anni.

### Produzione e distribuzione di energia
Ai lati del canale di scarico ausiliario (non dotato di paratie di controllo di livello) al centro della diga ci saranno due centrali elettriche. La destra conterrà 10 generatori a turbina Francis da 10 x 375 MW, mentre la centrale di potenza sul lato sinistro ospiterà 6 generatori di turbina da 6 x 375 MW. Complessivamente, 14 dei 16 generatori di turbine sono stati aggiornati a 400 MW senza modificare la capacità nominale specificata in targa (che è ancora 375 MW), mentre due generatori a turbina sono rimasti al valore iniziale di 375 MW. La potenza totale installata sarà quindi di 6.350 MW. Il flusso medio annuo del Nilo Azzurro disponibile per la produzione di energia elettrica dovrebbe essere 1.547 m3/s, con una generazione elettrica annua aspettata di 16.153 GWh, valore corrispondente a un fattore di carico (o fattore di capacità) dell'impianto pari a 28,6% della potenzialità massima dei generatori.
Le turbine Francis all'interno delle centrali elettriche sono installate in modo verticale, elevandosi 7 m sopra il livello del suolo. Le acque di testa per le turbine saranno alte 83 - 133 m. Una stazione di commutazione, posta accanto alla diga principale, convertità la corrente elettrica prima di erogarla alla rete nazionale. Sono state completate quattro linee di trasmissione di potenza da 500 kV nell'agosto 2017 dirette a Holeta e successivamente diverse linee da 400 kV per l'area metropolitana di Addis Abeba. Due linee da 400 kV corrono dalla diga alla centrale idroelettrica di Beles. Sono previste anche linee in corrente continua ad alta tensione da 500 kV.

### Prima generazione di energia
'I primi ad entrare in funzione (nel luglio 2020, quando il riempimento giunse a 4,9 km3, circa il 10% della raccolta annua da 48,8 km3) sono stati i due generatori a turbina non potenziati da 375 MW ciascuno. Le due unità fanno parte delle 10 unità presenti sul lato destro della diga, in corrispondenza del canale di scarico ausiliario. Sono alimentate da due prese speciali all'interno della struttura della diga che si trovano ad un'altezza di 540 m sul livello del mare e la cui generazione di energia può iniziare a un livello dell'acqua di 560 m, ovvero 30 m sotto del livello operativo minimo degli altri 14 generatori. Si prevede che durante la stagione delle piogge 2021 si aggiungeranno ulteriori 13,5 km3 d'acqua nell'arco di giorni o al massimo settimane. Le prime due unità generatrici di energia saranno probabilmente le uniche in funzione per div'ersi anni, poiché il riempimento del bacino impiegherà dai 5 ai 15 anni.'

### Interramento, evaporazione e irrigazione
Due uscite "inferiori" a 542 m, circa 42 m al di sopra del livello del suolo, sono disponibili per la fornitura di acqua in Sudan ed Egitto in circostanze speciali - in particolare a fini di irrigazione a valle - se il livello del bacino dovesse scendere al di sotto del livello operativo minimo di 590 m (ma anche durante il processo iniziale di riempimento del bacino).
Lo spazio sotto le uscite "inferiori" è lo spazio di buffer primario per l'alluvio tramite interramento e sedimentazione. Per il bacino di Roseires appena a valle della diga, il volume medio di interramento/sedimentazione ammontava a circa 0,035 km3 all'anno prima dell'entrata in funzione della diga. A causa delle grandi dimensioni del lago artificiale retrostante la diga, il volume dei sedimenti è stimato in circa 0,21 km3 all'anno e prevedibilmente eliminerà quasi del tutto la minaccia dell'interramento dal bacino Roseires.
Il livello del suolo alla base della diga principale è di circa 500 m sul livello del mare. L'acqua scaricata confluirà nel Nilo Azzurro, che scorrerà solo per circa 30 km prima di affluire nel bacino idrico di Roseires, il quale - se a pieno livello di approvvigionamento - si troverà a 490 m sul livello del mare. Ci sono soltanto 10 m di differenza nell'elevazione tra entrambi i progetti. I due bacini idrici e i progetti di energia idroelettrica accompagnati potrebbero, se coordinati adeguatamente oltre il confine Etiopia - Sudan, diventare un sistema a cascata per una produzione più efficiente di energia idroelettrica e una migliore irrigazione (specialmente in Sudan). Una certa quantità d'acqua dalla colonna di stoccaggio idrico a 140 m potrebbe essere deviata attraverso i tunnel per facilitare nuovi schemi di irrigazione in Sudan vicino al confine con il Sud Sudan. In Etiopia non sono previsti piani di irrigazione a causa della vicinanza della diga al confine a valle con il Sudan.
L'evaporazione dell'acqua dal bacino è stata valutata nel 3% del volume annuo di afflusso di 48,8 km3, che corrisponde a un volume medio perso per evaporazione di circa 1,5 km3 ogni anno. Tale valore è stato considerato trascurabile dall'IPoE. Per fare un confronto, il lago Nasser in Egitto perde tra i 10 e i 16 km3 d'acqua ogni anno per evaporazione.

## Costruzione

### Risultati principali
Il contraente principale è la società italiana Salini Costruttori, che è stata anche appaltatrice primaria delle dighe Gilgel Gibe II, Gilgel Gibe III e Tana Beles. Simegnew Bekele è stato il responsabile di progetto della GERD dall'inizio della costruzione nel 2011 fino al suo assassinio il 26 luglio 2018, sostituito ad ottobre da Kifle Horo. Il governo si è impegnato a utilizzare solo cemento prodotto in patria. Nel marzo 2012, Salini ha assegnato alla ditta italiana Tratos Cavi spa un contratto per la fornitura di cavi a bassa e alta tensione per la diga. Alstom fornirà le otto turbine Francis da 375 MW per la prima fase del progetto, per un costo di € 250 milioni.  La deviazione del Nilo azzurro è stata completata il 28 maggio 2013 e celebrata con una cerimonia lo stesso giorno. Al febbraio 2021 il 91% del progetto ed il 78,3% della costruzione erano stati completati. Lo scavo del sito e alcuni posizionamenti concreti erano in corso. Un impianto di betonaggio è stato completato con un altro in costruzione.

### Quesiti ingegneristici
Nel 2012 è stato formato il gruppo internazionale di esperti con personale proveniente da Egitto, Sudan, Etiopia e altre entità indipendenti per discutere principalmente di questioni ingegneristiche e di impatto. L'esito dell'incontro si è tradotto in una serie di modifiche ingegneristiche, che sono state proposte all'Etiopia ed al principale appaltatore che costruisce la diga. lo sfioro di scarico di emergenza situato vicino alla diga ausiliaria ha visto un aumento della lunghezza dell'arco da 300 m a 1.200, per tenere conto anche della più grande alluvione possibile del fiume. La seconda raccomandazione principale del panel non ha tuttavia riscontrato alcuna risonanza immediata. Questo secondo punto riguardava l'integrità strutturale della diga nel contesto del basamento roccioso sottostante ed il pericolo di smottamento della diga a causa di un sottosuolo instabile. Il panel ha sostenuto che le indagini strutturali originali sono state condotte prendendo in considerazione solo una massa rocciosa generica senza prendere in considerazione condizioni speciali come faglie e piani scorrevoli nel sottosuolo roccioso (gneiss).
Il comitato notò che c'era effettivamente un piano scorrevole esposto nel sottosuolo di roccia, che consentiva potenzialmente un processo di scorrimento a valle. Il panel ha sostenuto che un guasto catastrofico alla diga con un rilascio di dozzine di chilometri cubi di acqua sarebbe non sarebbe stato probabile, ma ha affermato che il fattore di sicurezza per evitare un tale collasso catastrofico potrebbe non essere ottimale nel caso della Grande Diga Etiopica del Rinascimento. Inoltre è stato rivelato che il sottosuolo della diga era completamente diverso da tutte le aspettative e non si adattava agli studi geologici dopo che i lavori di scavo necessari avevano rivelato lo gneiss sottostante. I lavori di ingegneria dovevano quindi essere adattati, con scavi più profondi di quanto inizialmente previsto, che richiedevano maggior tempo, lavoro ed impiego di calcestruzzo.

### Presunto sovradimensionamento
Inizialmente (nel 2011) la capacità installata totale prevista era di 5.250 MW, con una produzione di energia prevista di 15.128 GWh all'anno. Il fattore di capacità pianificato - la produzione di elettricità prevista divisa per la produzione potenziale se la centrale fosse utilizzata in modo permanente a piena capacità - era solo del 32,9% rispetto al 45-60% per altre centrali idroelettriche più piccole già presenti in Etiopia. I critici hanno concluso che una diga più piccola sarebbe stata più conveniente.
Poco dopo, nel 2012, la centrale idroelettrica è stata potenziata fino a raggiungere la capacità totale installata a 6.000 MW, con la generazione di energia prevista che sale leggermente a 15.692 GWh all'anno. Di conseguenza, il fattore di capacità si è ridotto al 29,9%. Secondo Asfaw Beyene, professore di ingegneria meccanica alla San Diego State University (California), la diga e la sua centrale idroelettrica sono enormemente sovradimensionate: "La potenza disponibile di GERD, basata sulla media del flusso fluviale durante l'anno e sull'altezza della diga, è circa 2.000 megawatt, non 6.000. Non vi è dubbio che il sistema sia stato progettato per una portata di picco che si verifica solo durante i 2-3 mesi della stagione delle piogge. Il targeting vicino alla velocità di picco o di picco non ha alcun senso economico."
Nel 2017 la capacità totale installata è stata portata a 6.350 MW, senza modificarne la capacità nominale delle unità di generazione derivanti dai miglioramenti apportati ai generatori. La produzione annua di energia elettrica prevista era salita a 16.153 GWh, mentre il fattore di capacità ulteriormente ridotto al 28,6%. Questa volta nessuno ha espresso pubblicamente preoccupazione. Una tale ottimizzazione delle turbine Francis utilizzate nel sito della diga è effettivamente possibile e di solito viene effettuata dal fornitore delle turbine tenendo conto delle condizioni specifiche del sito.
L'Etiopia fa molto affidamento sull'energia idroelettrica, ma il paese è spesso colpito dalla siccità (si veda ad esempio la siccità dell'Africa orientale del 2011). I serbatoi d'acqua utilizzati per la produzione di energia in Etiopia hanno dimensioni limitate. Ad esempio, il bacino Gilgel Gibe I, che alimenta sia la centrale elettrica Gilgel Gibe I sia la centrale elettrica Gilgel Gibe II, ha una capacità di 0,7 km3. In periodi di siccità, non è rimasta acqua per poter generare energia elettrica. Ciò ha gravemente colpito l'Etiopia negli anni di siccità 2015-16 ed è stato solo il propulsore Gilgel Gibe III, che nel 2016 ha appena iniziato a funzionare in prova su un bacino da 14 km3, a salvare l'economia dell'Etiopia. Il bacino GERD, una volta riempito, ha un volume d'acqua totale di 74 km3, ossia 3 volte il volume del lago più grande dell'Etiopia, il lago Tana. Il riempimento richiederà da 5 a 15 anni e, anche utilizzando tutte le unità di generazione alla massima capacità, richiederebbe mesi per smettere di alimentare le turbine. La potenza installata di 6.350 MW, in combinazione con le dimensioni del bacino, aiuterà a gestire gli effetti collaterali della prossima siccità grave, quando altre centrali idroelettriche dovranno interrompere le loro operazioni.

## Vantaggi per l'Etiopia
Un grande vantaggio della diga sarà la produzione di energia idroelettrica. Tutta l'energia generata dalla GERD andrà nella rete nazionale dell'Etiopia per sostenere pienamente lo sviluppo del paese, sia nelle aree rurali che urbane. Il ruolo della GERD sarà quello di fungere da spina dorsale stabilizzante della rete nazionale etiopica. Ci saranno esportazioni, ma solo se ci sarà un surplus totale di energia generata in Etiopia. Ciò dovrebbe avvenire principalmente durante le stagioni delle piogge, quando c'è molta acqua per la produzione di energia idroelettrica.
L'eventuale eccedenza di elettricità generata dalla GERD rispetto alla domanda all'interno dell'Etiopia, sarà quindi venduta ed esportata nei paesi vicini, tra cui il Sudan e forse l'Egitto, ma si pensa anche a Gibuti. L'esportazione dell'elettricità dalla diga richiederebbe la costruzione di enormi linee di trasmissione verso i principali centri di consumo come la capitale del Sudan, Khartum, situata a oltre 400 km dalla diga. Queste vendite per esportazione si sommerebbero all'elettricità che dovrebbe essere venduta da altre grandi centrali idroelettriche. Centrali elettriche che sono state preparate o sono in costruzione in Etiopia, come Gilgel Gibe III o Koysha, le cui esportazioni (se fornite di energia in eccesso) porteranno la loro produzione principalmente in Kenya attraverso una linea a corrente continua da 500 kV.
Il volume del bacino sarà da due a tre volte quello del lago Tana, il che consente di aspettarsi notevoli quantità di pesci. Si prevedono fino a 7.000 tonnellate di pesca annua e la trasformazione del bacino in un punto di riferimento per il turismo.

## Impatti ambientali e sociali

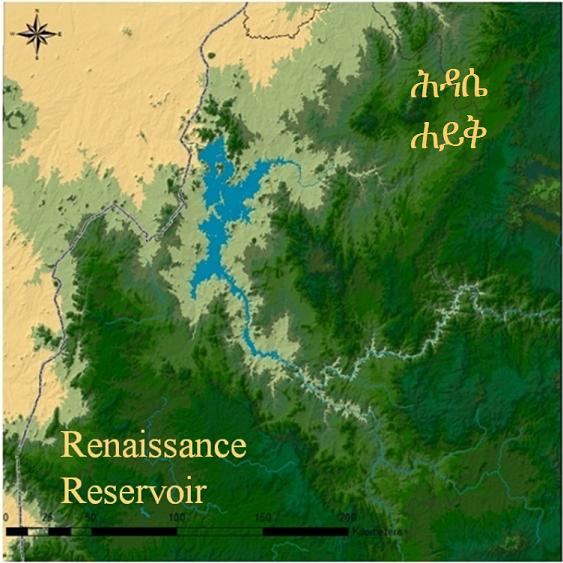
Bacino del Rinascimento

Sembra che sia stata intrapresa una qualche forma di studio ambientale, poiché la stampa ha riferito che un pannello internazionale ha esaminato uno studio ambientale nel 2012. La ONG International Rivers ha incaricato un ricercatore locale di fare una visita sul campo perché sono disponibili pochissime informazioni al riguardo.
La consultazione pubblica sulle dighe in Etiopia è influenzata dal clima politico nel paese. International Rivers riferisce che "le conversazioni con i gruppi della società civile in Etiopia indicano che mettere in discussione i piani del settore energetico del governo è altamente rischioso e che sussistono legittime preoccupazioni per le persecuzioni del governo. A causa di questo clima politico, nessun gruppo sta perseguendo attivamente i problemi relativi alle dighe idroelettriche, né sollevando pubblicamente preoccupazioni sui rischi. In questa situazione, è stata organizzata una consultazione pubblica estremamente limitata e inadeguata" durante l'implementazione delle grandi dighe. Nel giugno 2011, la giornalista etiope Reeyot Alemu è stata incarcerata dopo aver sollevato domande sulla proposta di Diga del Millennio. Il personale di International Rivers ha ricevuto minacce di morte. Nel frattempo, l'ex primo ministro Meles Zenawi ha definito gli oppositori del progetto "estremisti idroelettrici" e "collusi con i criminali" in una conferenza dell'International Hydropower Association (IHA) ad Addis Adaba nell'aprile 2011. Alla conferenza, la gestione statale etiope dell'energia è stata accolta come "partner di sostenibilità" dalla IHA.

### Impatto sull'Etiopia
Poiché il Nilo Azzurro è un fiume altamente stagionale, la diga ridurrebbe le inondazioni a valle, anche sui 15 km di tratta in Etiopia. Da un lato, la riduzione delle inondazioni è vantaggiosa poiché protegge gli insediamenti dai danni delle alluvioni. D'altra parte, può essere dannosa se viene praticata l'agricoltura di recessione delle inondazioni a valle della diga stessa, poiché priva i campi di irrigazione. Tuttavia, la seguente diga di regolazione dell'acqua in Sudan, la diga di Roseires, si trova poche decine di chilometri più a valle. La nuova diga potrebbe anche fungere da ponte sul Nilo Azzurro, completando un ponte che era in costruzione più a monte nel 2009. Una valutazione indipendente ha stimato che almeno 5.110 persone saranno reinsediate dal bacino idrico e dall'area a valle e si prevede che la diga porterà a un cambiamento significativo nel settore della pesca. Secondo un ricercatore indipendente che ha condotto ricerche nell'area in cui è stata costruita la diga, circa 20.000 persone devono essere trasferite. Secondo la stessa fonte, "esiste un piano solido per le persone ricollocate" e coloro che sono già stati reinsediati "hanno ricevuto più di quanto si aspettassero in compenso". La gente del posto non ha mai visto una diga prima d'ora e "non sa cosa sia effettivamente una diga", nonostante le riunioni della comunità in cui le persone coinvolte sono state informate degli impatti della diga sul loro sostentamento. Fatta eccezione per alcune persone anziane, quasi tutti i locali intervistati, in base alle informazioni ricevute, "hanno espresso la speranza che il progetto apporti loro dei benefici" in termini di istruzione, servizi sanitari o fornitura di energia elettrica. L'area intorno al bacino sarà composta da una zona cuscinetto di 5 km per il controllo della malaria, che non sarà disponibile per l'insediamento umano. In alcune aree a monte verranno prese misure di controllo dell'erosione per ridurre l'interramento del bacino.

### Impatto su Sudan ed Egitto
Non è noto l'impatto preciso della diga sui paesi a valle. L'Egitto teme una riduzione temporanea della disponibilità d'acqua a causa del riempimento della diga e una riduzione permanente a causa dell'evaporazione dal bacino (3% contro il 10-16% causato dalla diga egiziana di Assuan). Gli studi indicano che i fattori primari che regoleranno gli impatti durante la fase di riempimento del bacino includono: l'elevazione iniziale del bacino della diga di Assuan, la pioggia che si verifica durante il periodo di riempimento e l'accordo negoziato tra i tre paesi. Questi studi dimostrano anche che solo attraverso un coordinamento stretto e continuo, i rischi di impatti negativi possono essere minimizzati o eliminati. Il volume del bacino (74 miliardi di metri cubi) è circa 1,5 volte il flusso medio annuo (49 miliardi di metri cubi) del Nilo azzurro al confine sudanese-egiziano. Questa perdita per i paesi a valle potrebbe essere distribuita su diversi anni se i paesi raggiungessero un accordo. A seconda dello stoccaggio iniziale nell'Aswan High Dam e di questo programma di riempimento del GERD, i flussi in Egitto potrebbero essere temporaneamente ridotti, il che potrebbe influire sul reddito di due milioni di agricoltori durante il periodo di riempimento del bacino.
Presumibilmente, avrebbe anche "un impatto sulla fornitura di energia elettrica in Egitto dal 25 al 40%, mentre la diga è in costruzione". Tuttavia, l'energia idroelettrica rappresenta meno del 12% della produzione totale di elettricità in Egitto nel 2010 (14 su 121 miliardi di kWh) cosicché una riduzione temporanea del 25% in ambito idroelettrico si tradurrebbe in una riduzione del 3% sulla produzione complessiva di elettricità egiziana. La grande diga etiopica del Rinascimento potrebbe anche portare ad un abbassamento permanente del livello dell'acqua nel lago Nasser se le inondazioni fossero immagazzinate in Etiopia. Ciò ridurrebbe l'evaporazione attuale di oltre 10 miliardi di metri cubi all'anno, ma ridurrebbe anche la capacità dell'Aswan High Dam di produrre energia idroelettrica in base a una perdita di 100 MW di capacità di generazione per una riduzione di 3 m del livello dell'acqua. Tuttavia, l'aumento dello stoccaggio in Etiopia può fornire una maggiore riserva alle carenze in Sudan ed Egitto durante gli anni della futura siccità, se i paesi dovessero raggiungere un compromesso.
La nuova diga farà ritenzione di limo. Aumenterà così la vita utile delle dighe in Sudan - come la diga di Roseires, la diga di Sennar e la diga di Merowe - e della diga di Assuan in Egitto. Gli effetti benefici e dannosi del controllo delle inondazioni influenzerebbero la parte sudanese del Nilo Azzurro, così come influenzerebbe la parte etiope a valle della diga. In particolare, il GERD ridurrebbe le inondazioni stagionali delle pianure che circondano il bacino idrico della diga di Roseires situato ad Ad-Damazin, proprio come la diga di Tekeze, conservando un bacino idrico nelle profonde gole degli altopiani etiopi settentrionali, aveva ridotto le inondazioni che a Khashm, in Sudan, colpivano la diga di el-Girba.
Il bacino, situato negli altopiani etiopi temperati e fino a 140 m in profondità, subirà un'evaporazione considerevolmente inferiore rispetto ai bacini idrici a valle come il lago Nasser in Egitto, che perde il 12% del suo flusso d'acqua a causa dell'evaporazione. Questo poiché l'acqua raccolta durante la stagione delle piogge ed il suo rilascio irriguo resta nel lago Nasser per 10 mesi. Attraverso il rilascio controllato di acqua dal bacino a valle, ciò potrebbe facilitare un aumento fino al 5% dell'approvvigionamento idrico dell'Egitto e presumibilmente anche quello del Sudan.

#### Reazioni: cooperazione e condanna
L'Egitto nutre serie preoccupazioni riguardo al progetto, per cui ha chiesto d'aver garantita la sorveglianza sulla progettazione e sugli studi della diga, al fine di placare le sue paure, ma l'Etiopia ha negato la richiesta a meno che l'Egitto non rinunci al proprio veto sull'assegnazione delle risorse idriche. Dopo un incontro tra i ministri dell'Acqua di Egitto, Sudan ed Etiopia nel marzo 2012, il presidente del Sudan, Bashir, aveva dichiarato di sostenere la costruzione della diga.
Un precedente trattato sul Nilo (firmato dagli stati rivieraschi superiori nel 2010 - l'accordo quadro cooperativo) non era stato firmato né dall'Egitto né dal Sudan, in quanto sostenevano violasse il trattato del 1959, col quale Sudan ed Egitto si erano arrogati i diritti esclusivi su tutte le acque del Nilo. L'iniziativa del bacino del Nilo, al contrario, fornirebbe un quadro per il dialogo tra tutti i paesi attraversati dal fiume.
Egitto, Etiopia e Sudan hanno istituito un gruppo internazionale di esperti per riesaminare e valutare i rapporti di studio della diga. Il panel è composto da 10 membri; 6 dei tre paesi e 4 internazionali nei settori delle risorse idriche e della modellistica idrologica, ingegneria delle dighe, socioeconomica e ambientale. Il panel ha tenuto la sua quarta riunione ad Addis Abeba nel novembre 2012. Ha esaminato i documenti sull'impatto ambientale della diga e ha visitato il sito della diga. È stato quindi presentata la relazione preliminare per i rispettivi governi alla fine di maggio 2013. Sebbene il rapporto completo non sia stato reso pubblico e non lo sarà fino a quando non sarà esaminato dai governi interessati, l'Egitto e l'Etiopia hanno entrambi rilasciato i dettagli. Il governo etiope ha dichiarato che, secondo il rapporto, "il progetto della diga si basa su standard e principi internazionali" senza nominare tali standard e principi. Ha anche affermato che la diga "offre alti vantaggi a tutti e tre i paesi e non causerebbe danni significativi ai paesi rivieraschi". Secondo il governo egiziano, tuttavia, il rapporto "raccomandava di cambiare e modificare le dimensioni della diga".
Il 3 giugno 2013, mentre discutevano del rapporto del gruppo di esperti internazionali con l'allora presidente egiziano Mohammad Morsi, i leader politici egiziani hanno suggerito metodi per distruggere la diga, incluso il sostegno ai ribelli antigovernativi. All'insaputa di quelli presenti alla riunione, la discussione è stata trasmessa in diretta televisiva. L'Etiopia ha chiesto all'ambasciatore egiziano di spiegare l'incontro. Il principale aiutante di Morsi si scusò per l'imbarazzo involontario e il suo gabinetto pubblicò una dichiarazione che promuoveva "il buon vicinato, il rispetto reciproco e il perseguimento di interessi comuni senza che nessuna delle due parti danneggiasse l'altra". Un aiutante del Primo Ministro etiope ha dichiarato che l'Egitto è "... autorizzato a sognare ad occhi aperti" e ha citato il passato dell'Egitto nel tentativo di destabilizzare l'Etiopia. Secondo quanto riferito, Morsi ritiene che sia meglio coinvolgere l'Etiopia piuttosto che tentare di forzare una rinuncia. Tuttavia, il 10 giugno 2013, ha affermato che "tutte le opzioni sono aperte" perché "la sicurezza idrica dell'Egitto non può assolutamente essere violata", chiarendo che "non chiedeva la guerra", ma che non avrebbe permesso che l'approvvigionamento idrico dell'Egitto fosse in via di estinzione.
Nel gennaio 2014, l'Egitto ha lasciato i negoziati sulla diga, citando l'intransigenza etiope. L'Etiopia ha ribattuto che l'Egitto aveva posto immediatamente fine alla costruzione e un aumento della sua quota al 90% come prerequisiti, ritenuti del tutto irragionevoli. Da allora l'Egitto ha lanciato un'offensiva diplomatica per minare il sostegno alla diga, inviando il suo ministro degli Esteri, Nabil Fahmi in Tanzania e la Repubblica Democratica del Congo a ottenere sostegno. I media egiziani hanno dichiarato che le visite sono state produttive e che i leader di quelle nazioni hanno espresso "comprensione" e "sostegno" alla posizione dell'Egitto. Tuttavia, l'accuratezza di tali dichiarazioni è discutibile; quando il ministro degli Esteri sudanese Ali Karti ha criticato l'Egitto per "aver infiammato la situazione" attraverso le sue dichiarazioni sulla diga, e che stava considerando gli interessi di entrambe le parti, Al-Masry Al-Youm ha dichiarato che il Sudan aveva "proclamato la sua neutralità". La campagna è intensiva e di vasta portata; nel marzo 2014, per la prima volta, solo l'Uganda, il Kenya, il Sudan e la Tanzania sono stati invitati dall'Egitto a partecipare al torneo di hockey sul Nilo. Il ministro degli Esteri Fahmi e il Ministro delle risorse idriche Muhammad Abdul Muttalib hanno programmato visite in Italia e Norvegia per esprimere le loro preoccupazioni e cercare di costringerle a ottenere il loro sostegno al GERD.
Nell'aprile 2014 il Primo Ministro dell'Etiopia ha invitato l'Egitto e il Sudan a un altro giro di discussioni sulla diga e Nabil Fahmi ha dichiarato a maggio 2014 che l'Egitto era ancora aperto ai negoziati. A seguito di una riunione tripartita a livello ministeriale dell'agosto 2014, le tre nazioni hanno concordato di istituire una riunione del Comitato nazionale tripartito (TNC) sulla diga. La prima riunione del TNC si è svolta dal 20 al 22 settembre 2014 in Etiopia.